# Балкански шпијун
Балкански шпијун је драма Душана Ковачевића о политичкој параноји Илије Чворовића, бившег стаљинисте, који је две године одлежао у затвору. Следећи своју параноју, он прогања свог подстанара, повратника из Француске, у ком види агента мрачних империјалистичких сила, државног непријатеља и шпијуна. „Балкански шпијун“ је драмско дело написано у два чина, а сваки чин има по пет насловљених поглавља.
Главни јунаци драме су - поред Илије Чворовића, још и Даница Чворовић, његова супруга, кћерка Соња, брат Ђура, као и насловни „балкански шпијун“ Петар Јаковљевић, кројач, повратник из Париза.
Филм је снимљен 1984. године, а улоге тумаче Данило Бата Стојковић (Илија Чворовић), Звонко Лепетић (брат Ђура), Мира Бањац (Даница Чворовић), Соња Савић (Соња Чворовић) и Бора Тодоровић (Петар Јаковљевић).
На Фестивалу играног филма у Пули 1984, филм „Балкански шпијун“ је освојио Златну арену за најбољи филм, као и награду за најбољу мушку улогу за Данила Бату Стојковића у улози Илије Чворовића.
Jугословенска кинотека је, у сарадњи са компанијом „Вип мобајл“ и „Пинк медија групом“, власником дистрибутерских и продуцентских права на филмове из продукције „Унион филм“, дигитално рестаурисала овај филмски класик.
Претпремијера је одржана у Центру за културу „Влада Дивљан“, а премијера 3. октобра у свечаној сали Југословенске кинотеке.

## Радња
Београђанин Илија Чворовић, који је пар година провео у затвору на Голом отоку због стаљинизма, позван је на рутински разговор у локалну полицијску станицу. Тамо га је испитивач рутински испитује о његовом подстанару, Петру Јаковљевићу, кројачу који је 20 година радио у капиталистичкој држави, у Француској. Након пар минута Илија бива пуштен кући, али толико га је ухватила нервоза и параноја да је почео да сумња у Петра. Чим се вратио кући, почео је да се жали супрузи Даници, да никада није требало да му изнајме стан. Машта почиње деловати на Илију и он почиње да умишља да би Петар могао бити терориста, који жели да руши државу. Убрзо, почиње да га шпијунира, на чуђење Данице која се више брине за њихову ћерку Соњу, која као дипломирани стоматолог већ годинама нема посао. Илија зове телефоном инспектора државне сигурности и почиње да га извештава о кретањима и неким сусретима Петра са „сумњивим” људима, али овај га не схвата озбиљно. Убрзо Илија купује фотоапарат са телеобјективом и почиње непрестано да шпијунира Петра и његове пријатеље, од топлица па све до шетње у шуми.
У шпијунирању му се придружује и брат Ђура. Једне вечери Илија се појави повређен и са подераном одећом и говори како је неко покушао намерно да га прегази аутомобилом док је био на улици, како би то изгледало као несрећан случај. Убрзо и Даница почиње да га безрезервно подржава, док Соња у оцу већ види психички болесног човека и не пада на његову демагогију. Убрзо прелазе на следећи корак; Ђура хвата Петрове пријатеље, већином недужне интелектуалце и академике, па их везује и води у свој подрум где их почиње да их туче и присиљава да признају своју кривицу и терористичке планове. У кућу се враћа и Петар који је хтео да се опрости, јер путује у Њујорк и пита Даницу зашто га Илија стално проматра. У том тренутку, у кућу упадају Илија и Ђура и везују га за столицу и почињу да га шамарају, захтевајући да им све призна. Он им говори да су у заблуди, али они му не верују. Ђура накратко напушта кућу како би отишао по професора који је под батинама „све признао”, а Илија сам наставља са испитивањем Петра. Али, од силног узбуђења Илија добија срчани удар, па Петар позива хитну помоћ и свезан за столицу одлази из куће како би ухватио лет за Њујорк. Илија, сав у боловима, на телефону каже Ђуриној жени, нека Ђура „заустави све летове на аеродрому”, а потом креће четвороношке за Петром. Пузећи по улици, Илију прати његов пас, у гротескној завршној сцени.

## Улоге
| Глумац                  | Улога                  |
| ----------------------- | ---------------------- |
| Данило Бата Стојковић   | Илија Чворовић         |
| Мира Бањац              | Даница Чворовић        |
| Бора Тодоровић          | Петар Јаковљевић       |
| Соња Савић              | Соња Чворовић          |
| Звонко Лепетић          | Ђура Чворовић          |
| Бранка Петрић           | новинарка              |
| Миливоје Томић          | доктор                 |
| Предраг Лаковић         | професор               |
| Бата Живојиновић        | палачинкар             |
| Милан Штрљић            | инспектор Дражић       |
| Милан Михаиловић        | молер                  |
| Љиљана Цинцар-Даниловић | хоровођа               |
| Михајло Ћирин           | пролазник              |
| Бора Дујић              | рођак                  |
| Слободан Иветић         | продавац               |
| Љиљана Јовановић        | секретарица инспектора |
| Ђорђе Ковачевић         | човек код инспектора   |
| Милорад Новаковић       | рођак                  |
| Ратко Новаковић         | рођак                  |
| Томислав Пејчић         | рођак                  |
| Даница Петковић         | продавачица            |
| Драгољуб Петровић       | фотограф               |
| Рас Растодер            | портир 1               |
| Зоран Ратковић          | разроки младић         |
| Владан Живковић         | радник са решеткама    |
| Богдан Диклић           | човек у позоришту      |
| Љубо Шкиљевић           | Портир 2               |

## Културно добро
Југословенска кинотека је, у складу са својим овлашћењима на основу Закона о културним добрима, 28. децембра 2016. године прогласила сто српских играних филмова (1911−1999) за културно добро од великог значаја. На тој листи се налази и филм Балкански шпијун.